# Bodensee Philharmonie

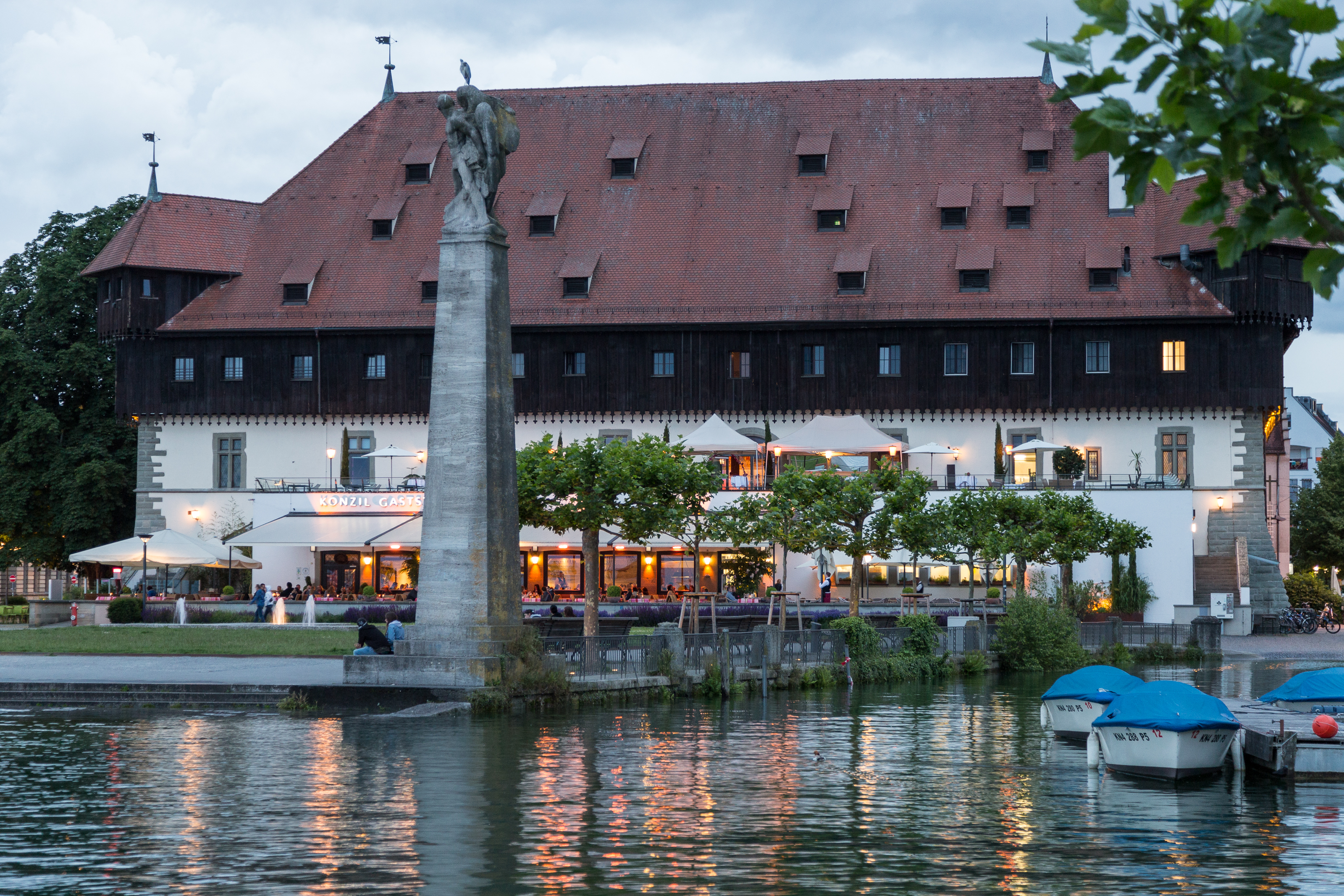
Konzilgebäude Konstanz (2016), Hauptspielstätte der Bodensee Philharmonie

Die Bodensee Philharmonie (bis Juni 2024 Südwestdeutsche Philharmonie Konstanz) ist ein professionelles klassisches Orchester, beheimatet in Konstanz am Bodensee.

## Geschichte
Das Orchester wurde 1932 als „Theater und Konzertorchester“ von Hans Rüdinger gegründet. Nach der kriegsbedingten Schließung aller deutschen Theater und Orchester 1944 erfolgte 1945 die Neugründung unter dem Namen „Städtisches Orchester Konstanz“. Von 1949/1950 bis 1958 war Richard Treiber der erste Musikdirektor. Zwischen 1959 und 1965 errang das Orchester unter Heinz Hofmann, einst Kapellmeister in Halle (Saale)/DDR, überregionale Bedeutung. Es erhielt 1962 den Namen „Bodensee-Symphonie-Orchester“ (gebräuchliche Kurzform: BSO), 1988 wurde es in „Südwestdeutsche Philharmonie Konstanz“ umbenannt. Zu Beginn der Saison 2024/25 erhielt das Orchester erneut einen Namen mit Bezug zum Bodensee und heißt jetzt „Bodensee Philharmonie“.
Florian Riem war von April 2008 bis 2012 Intendant der Südwestdeutschen Philharmonie. Von Oktober 2012 bis August 2013 wurde die Position interimistisch durch Madeleine Häusler betreut. Ab Herbst 2013 bis zum Ende der Saison 2017/2018 nahm Beat Fehlmann die Intendanz wahr, der dann an die Deutsche Staatsphilharmonie Rheinland-Pfalz ging. Von Januar 2019 bis Januar 2023 war Insa Pijanka die Intendantin des Orchesters. Am 1. Juli 2024 wurde Hans-Georg Hofmann Intendant ad interim.

## Organisation
Seit 2006 wird die bisher als Regiebetrieb der Stadt Konstanz geführte Bodensee Philharmonie als Eigenbetrieb nach dem Eigenbetriebsgesetz geführt; Zweck laut Satzung ist: „Das Orchester hat die Aufgabe, das Interesse und das Verständnis für symphonische Musik zu fördern, am kulturellen Leben vor allem in Konstanz und der die Stadt umgebenden Regionen mitzuwirken sowie die kulturelle Zusammengehörigkeit der Länder des Bodenseeraumes zu stärken.“ Organe des Eigenbetriebs sind der Gemeinderat, der Orchesterausschuss, der Oberbürgermeister und der Intendant. Seit 2021 gehört das Orchester zusammen mit der Musikschule zum städtischen Eigenbetrieb „Orchesterkultur und Musikbildung Konstanz“ (OMK).
Die Bodensee Philharmonie ist eines von drei durch das Land Baden-Württemberg geförderten Sinfonieorchestern. Vom Jahresbudget von 5,9 Millionen EUR im Jahr 2013/2014 trugen die Stadt Konstanz 2,29 Millionen EUR und das Land Baden-Württemberg 2,21 Millionen EUR.

## Orchester
Das Orchester hat circa 60 festangestellte Musiker. Von 2016 bis 2021 war Ari Rasilainen Chefdirigent. Seit der Saison 2022/23 ist Gabriel Venzago Chefdirigent.

## Konzerte
Die 130 Konzerte in der Saison 2013/2014 hatten 62.836 Besucher.
Die Konzerte werden in Konstanz (Konzil), Kreuzlingen (Kulturzentrum Dreispitz) und anderen Städten gegeben, wie in der Tonhalle Zürich (seit 1980) und im KKL Luzern (seit 2000). Alljährlich spielt das Orchester im Conservatorio Giuseppe Verdi in Mailand und beim Bodenseefestival. Im Rahmen von Konzertreisen spielte das Orchester am Schleswig-Holstein Musik Festival und dem MITO SettembreMusica in Mailand/Turin ebenso wie beim Carinthischen Sommer, dem Athener Festival und dem Festival Internacional de Música de Toledo.
Das Orchester spielt Philharmonische Konzerte, aber auch Kammerkonzerte sowie verschiedene Programme für Kinder und Jugendliche, des Weiteren bestreitet es Begleitaufgaben bei Chorkonzerten. Es hat dabei mit Sängern wie Anna Netrebko, Montserrat Caballé, Lucia Aliberti, Plácido Domingo, Rolando Villazón und Marcelo Álvarez sowie Instrumentalisten wie Tabea Zimmermann, Isabelle van Keulen, Sabine Meyer, Rudolf Buchbinder, Boris Pergamenschikow, Christian Tetzlaff, Heinrich Schiff, Bruno Leonardo Gelber, Lars Vogt, Nikolai Lugansky, Tzimon Barto, Christian Lindberg, Vadim Repin, Julian Rachlin, Mischa Maisky und Gidon Kremer gearbeitet.